# Romentino
Romentino (Rmantin în piemonteză și în lombardeză) este o comună italiană cu 5.379 locuitori, care aparține provinciei Novara din Piemonte. Se află la o distanță de aproximativ 8 km de reședința provinciei. După părerea istoricului Luigi Baldi, originile localității sunt romane și ca urmare locul primește numele de Roma ad Ticinum (care în latină înseamnă Roma dimprejurul râului Ticino), pentru a-l distinge de celelalte localități din jur, spre exemplu Trecate sau Galliate, unde sufixul -ate indică originea gallică.

## Demografie
Romentino - evoluția demografică

|  | Graficele sunt indisponibile din cauza unor probleme tehnice. Mai multe informații se găsesc la Phabricator și la wiki-ul MediaWiki. |

Date: Recensăminte sau birourile de statistică - grafică realizată de Wikipedia

## Infrastructură și transporturi
Intre 1884 și 1934 localitatea a fost deservită de o stație de tramvai Novara-Vigevano-Ottobiano.

## Administrația
Mai jos este prezentat un tabel relativ cu administrațiile care au fost în această comună.

## Sport

### Fotbal
Principala echipă de fotbal a orașului este l' A.S.D. Romentineză care face parte din grupul A piemontez și valdostanez din promoție. A fost înființată în 1946.